# Wanborough (Surrey)
Wanborough – osada w Anglii, w hrabstwie Surrey, w dystrykcie Guildford. Leży 49 km na południowy zachód od centrum Londynu. Miejscowość liczy 319 mieszkańców.